# Johan Cornelius Krieger
Johan Cornelius Krieger (1683 – Koppenhága, 1755 . szeptember 21.) dán építész és kerttervező. Kúriákat és kastélyokat tervezett, királyi főépítészként számos nagy projektet irányított, barokk stílusú francia kastélykerteket tervezett és felügyelte a királyi kerteket. Közreműködött Koppenhága újjáépítésében az 1728-as nagy tűzvész után.

## Származása és végzettsége
Christian Krüger (meghalt 1716-ban) és első felesége fia volt. Apja kertészként dolgozott a Jægersborg, majd a Kronborg kastélyban. Kriegert Frederiksberg kertjében képezték ki kertésznek. 1705-ben többek között Angliába és Hollandiába utazott. Hazatérése után a Rosenborg- kastély Narancskertjében lett kertész. 1713-ban feleségül vette Anne Matthisent (1693–1760).

## Építész és tájépítész
1720-tól építészként és építőanyag-gyártóként dolgozott. 1722-ben építésügyi felügyelői, 1725-ben főépítészi címet kapott. Különféle nagy házakat és palotákat tervezett, köztük a koppenhágai palotát (1724–1727) Johan Conrad Ernsttel együtt. 1729-ben, Koppenhága városi tűzvész által okozott nagyarányú pusztítása után kiadta a Számítások és tervek 3 különböző alapfalazatú épületről … című munkáját magánépítőknek szóló útmutatóként. Téglaházak építésével foglalkozott.
Kihagyás után, 1741-ben tért vissza építészként dolgozni, irányította Ledreborg újjáépítését és két narancsházat emelt Rosenborgban. Számos barokk stílusú franciakertet tervezett André Le Nôtre ihletésére. Többek között a Fredensborg palota, a Frederiksberg és (az „első”) Amalienborg palota kertjei fűződnek nevehez. Hajlamos volt a nyolcszögletű kerti házakhoz, amelyekből többet épített.
Krieger 1749-ben igazságügyi tanácsosi címet kapott. 1755-ben halt meg Koppenhágában. Azonos nevű fia és unokája, mindketten dán tengerésztisztek váltak ismertté.

## Művei (válogatás)

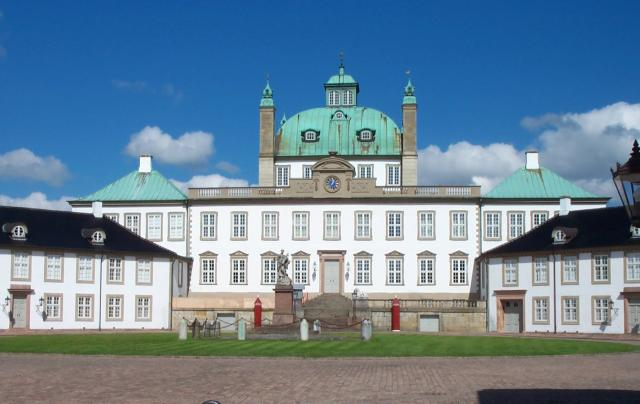
A Fredensborg palota

- Fredensborg palota, főépület (1720–1721)
- Odense kastély (1721–1725)
- Frydenlund kastély (1722; Anna Sophie von Reventlow számára, később átalakítva)
- Amalienborg -palota, pavilon (1723)
- Fredensborg, Vártemplom és kert (1725)
- Knippelsbro, híd Koppenhágában (1725)
- Fredensborg, Cavalier's House (1732)
- Rosenborg kastély, két narancsház épülete (1742; az egyiket később átépítették)

## Fordítás
Ez a szócikk részben vagy egészben  a   Johan Cornelius Krieger (Architekt) című német Wikipédia-szócikk ezen változatának fordításán alapul.  Az eredeti cikk szerkesztőit annak laptörténete sorolja fel. Ez a jelzés csupán a megfogalmazás eredetét és a szerzői jogokat jelzi, nem szolgál a cikkben szereplő információk forrásmegjelöléseként.